# USS Montgomery (LCS-8)
L'USS Montgomery (LCS-8) est un littoral combat ship de classe Independence de l’United States Navy. C’est le quatrième navire à porter le nom de Montgomery, la capitale de l’Alabama.

## Conception
En 2002, l’US Navy a lancé un programme visant à développer le premier d’une flotte de littoral combat ships. La Navy a d’abord commandé deux navires à coque trimaran à General Dynamics, qui sont devenus connus sous le nom de navires de combat côtiers de classe Independence, d’après le premier navire de la classe, l’USS Independence. Les navires de combat côtiers aux numéros pairs de l’US Navy sont construits à l’aide de la conception de trimaran de classe Independence, tandis que les navires aux numéros impairs sont basés sur une conception concurrente, le navire de combat côtier monocoque conventionnel de classe Freedom. La commande initiale de navires de combat côtiers concernait un total de quatre navires, dont deux de la classe Independence. Le 29 décembre 2010, la Navy a annoncé qu’elle attribuait à Austal USA un contrat pour la construction de dix navires de combat côtiers supplémentaires de classe Independence,.
L’USS Montgomery est le quatrième navire de combat côtier de la classe Independence à être construit. Il est le troisième navire de la classe Independence à présenter des améliorations par rapport à la conception de l’USS Independence (LCS-2), y compris des bateaux pneumatiques à coque rigide standard de 7 mètres de long, une propulsion améliorée et une protection améliorée contre la corrosion.

## Carrière
L’USS Montgomery a été construit par Austal USA à Mobile (Alabama). Le navire a été mis à l’eau lors d’une cérémonie au chantier naval Austal le 6 août 2014. L’USS Montgomery a été baptisé le 8 novembre 2014. Le navire a été mis en service le 10 septembre 2016 à Mobile (Alabama). Il a été affecté au Littoral Combat Ship Squadron One.
Le 13 septembre 2016, l’USS Montgomery a subi deux incidents techniques non liés en l’espace de 24 heures alors qu’il transitait de Mobile (Alabama) vers son port d'attache de San Diego, en Californie. La première défaillance s’est produite lorsque l’équipage a détecté une fuite d’eau de mer dans le système de refroidissement hydraulique. Plus tard dans la journée, l’USS Montgomery a subi une défaillance avec l’une de ses turbines à gaz. En raison de ces défaillances, l’USS Montgomery s’est rendu à la base navale de Mayport pour des réparations.
Le 4 octobre 2016, un remorqueur est entré en collision avec l’USS Montgomery alors que ce dernier appareillait pour éviter l’ouragan Matthew. En raison de la collision, une fissure d’un pied de longueur est apparue au milieu du navire, à environ trois pieds au-dessus de la ligne de flottaison. Cinq membrures ont également été pliées. Des réparations temporaires ont été effectuées et le navire a quitté le port comme prévu
Le 29 octobre 2016, l’USS Montgomery a subi une fissure de 18 pouces de long (46 cm) de long sur sa coque, alors qu’il traversait le canal de Panama en route vers son port d’attache de San Diego. L’USS Montgomery passait de l’océan Atlantique à l’océan Pacifique à travers la série d’écluses du canal de Panama. Il a heurté le mur central en béton de l’écluse alors qu’il était sous le contrôle d’un pilote local du canal.
Au cours de l’été 2019, le navire a été équipé de drones Northrop Grumman MQ-8C Fire Scout.
En raison d’une mauvaise gestion d’une plainte pour harcèlement sexuel, la marine a démis de ses fonctions le commandant et l’officier exécutif le 30 décembre 2021, et a annoncé que l’USS Montgomery serait placé temporairement sous le commandement du commandant en second de l’USS Coronado (LCS-4) jusqu’à ce qu’un remplaçant permanent puisse être choisi.
Le 12 mai 2022, l’USS Montgomery a testé pour la première fois un missile AGM-114L Hellfire sur une cible terrestre dans l’océan Pacifique.
Le désarmement de l’USS Montgomery est prévu pour 2024.